# 2009 en Estonie
Cet article présente les faits marquants de l'année 2009 en Estonie.

## Évènements

### Février
- Vendredi 13 février 2009 : le produit intérieur brut 2008 (PIB) estonien a chuté de 9,4 % sur un an. Selon les prévisions actualisées du ministère  des Finances, le PIB baissera de 4,5 % à 8,9 % en 2009.

### Mars
- Jeudi 12 mars 2009 : l'Estonie annonce qu'elle envisage d'adopter l'euro en 2010 et assure qu'elle remplirait déjà tous les critères de convergence en octobre prochain. Selon le traité de Maastricht, les candidats à l'euro doivent avoir une inflation ne dépassant pas de plus de 1,5 point de pourcentage le taux moyen des trois pays de l'UE à l'inflation la plus basse, leur déficit budgétaire ne doit pas dépasser 3 % du PIB, et leur dette publique doit être inférieure à 60 % du PIB.

### Avril
- Lundi 20 avril 2009 : l'Estonie annonce vouloir adhérer à l'Organisation de coopération et de développement économiques (OCDE) pour l'« été 2010 ». L'Estonie avait été invitée à ouvrir des négociations d'adhésion en mai 2007, en même temps que le Chili, Israël, la Russie et la Slovénie. En 2006, le PIB estonien avait augmenté de 10,4 %, et de 6,3 % en 2007, avant de baisser de 3,6 % en 2008. Lourdement frappée par la crise, l'Estonie pourrait voir son PIB baisser de 8,5 % cette année, selon les estimations du gouvernement.

### Mai
- Vendredi 29 mai 2009 : premier cas confirmé de grippe H1N1 sur un estonien de retour des États-Unis.

### Juin
- Vendredi 19 juin 2009 : trois estoniens russophones, soupçonnés de braquage de bijouteries de luxe à Paris, pour un préjudice de 1,8 million d'euros, et arrêtés en Estonie avec cinq autres personnes, ont été remis aux autorités françaises.